# Dasysyrphus tricinctus
Dasysyrphus tricinctus es una especie de mosca sírfida. Se distribuyen por el Paleártico, en Eurasia.